# Hugo Gernsback
Hugo Gernsbacher, més conegut com a Hugo Gernsback, (Luxemburg, 1884 - Nova York, 1967) fou un inventor, escriptor i editor de diverses publicacions, inclosa la primera revista de ciència-ficció. Hom el considera també un pioner dins la radioafició. En el seu honor, els premis de ciència-ficció anuals de la World Science Fiction Society s'anomenen els "Premi Hugo".
Les seves contribucions al gènere com a editor eren tan significatives que és considerat per Mark Siegel un "pare de ciència-ficció moderna". El 1960 rebé un Premi Hugo especial com "El Pare de Ciència-Ficció de Revista."

## Biografia

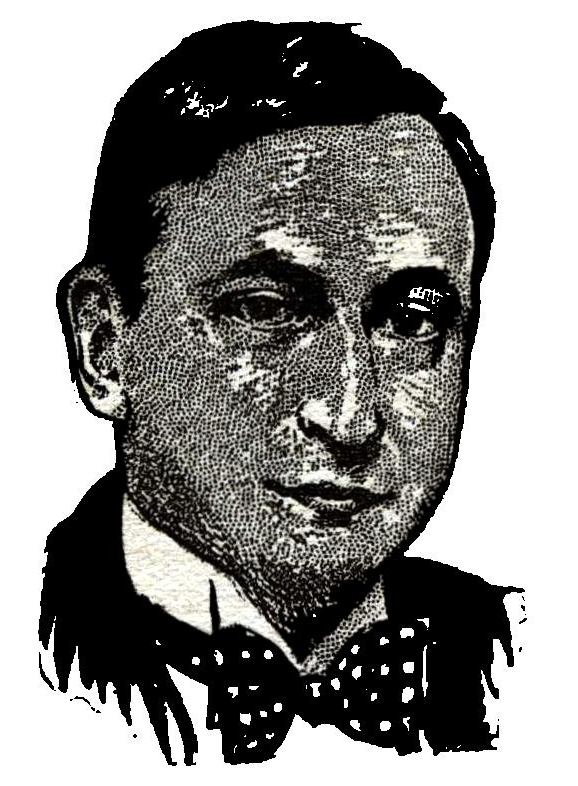
Hugo Gernsback el 1929

Nascut al barri de Bonnevoie de la Ciutat de Luxemburg, Gernsback va emigrar als Estats Units el 1905 i més tard va prendre la nacionalitat estatunidenca. Es va casar tres vegades: amb Rose Harvey el 1906, amb Dorothy Kantrowitz el 1921, i amb Mary Hancher el 1951.
Gernsback va començar important peces de ràdio als Estats Units fabricades a Europa i, per promoure el seu negoci, ajudant a popularitzar la radioafició. Gernsback es caracteritzava per pràctiques de negoci lleonines, El 1908 va fundar "Modern Electrics", un catàleg comercial de les peces electrònica i ràdio que distribuïa. Tot i que ell el concebia com a catàleg, i així ho mostrava la portada, hi ha historiadors que el qualifiquen com una mena de revista rudimentària, potser la primera sobre el tema, pel fet que contenia articles. Sota els seus auspicis, el 1909 es fundava la Wireless Association of America, amb deu mil membres el primer any. El 1913 va fundar una revista-catàleg similar a l'anterior, The Electrical Experimenter, que es convertiria en Science and Invention el 1920. Aquestes publicacions, junt amb el contingut de l'anterior, van començar a incloure també històries de ficció de temàtica científica. Era conegut per pagar extremadament poc als seus escriptors
o no pagant-los gens. H. P. Lovecraft i Clark Ashton Smith es referien a ell com "Hugo, el Rata".
El 1925, Hugo va fundar l'emissora de ràdio WRNY, que emetia des de l'Hotel Roosevelt a Nova York i estava interessat en les primeres emissions de televisió.
Va morir a l'Hospital Roosevelt de Nova York el 19 d'agost de 1967.

## Ciència-ficció

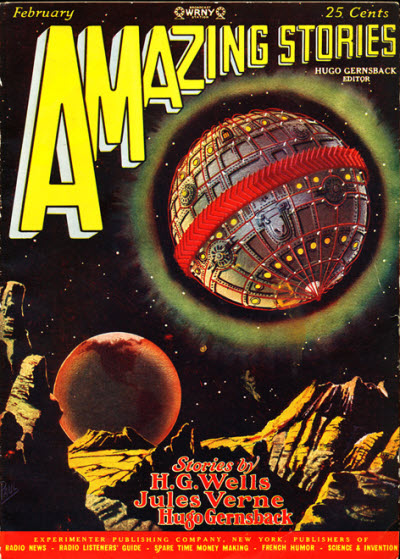
Portada dAmazing Stories, destacant històries de Jules Verne

Gernsback començava el gènere modern de ciència-ficció fundant la primera revista dedicada a ella, "Amazing Stories", el 1926. La seva idea d'una història de ciència-ficció perfecta era "un 75% de literatura amb un 25% de ciència". Anava publicant les adreces de les persones que escrivien cartes a les seves revistes. Així, els aficionats de la ciència-ficció van començar a contactar entre ells, organitzar-se i prendre consciència de grup. Va crear termes com "ciència-ficció" i "scientifiction", preferint aquest segon.
El 1929, va perdre la propietat de les seves primeres revistes després d'un plet de fallida. Hi ha una mica de debat sobre si aquest procés era genuí, manipulat per editor Bernarr Macfadden, o era un pla de Gernsback per a començar una altra companyia. Després de perdre el control d'Amazing Stories, Gernsback fundava dues revistes de ciència-ficció noves, "Science Wonder Stories" i "Air Wonder Stories". Un any més tard, a causa de problemes financers de l'era de la Gran depressió, les dues es fusionaven juntes a "Wonder Stories", que Gernsback continuaria publicant fins a 1936, a quan es venia a Thrilling Publications i rebatejada com "Thrilling Wonder Stories". Gernsback retornava el 1952-1953 amb "Science-Fiction Plus".
Gernsback combinava la seva ficció i ciència a la revista "Everyday Science and Mechanics", sent-ne l'editor durant els anys 1930.

## Influència en la radiodifusió

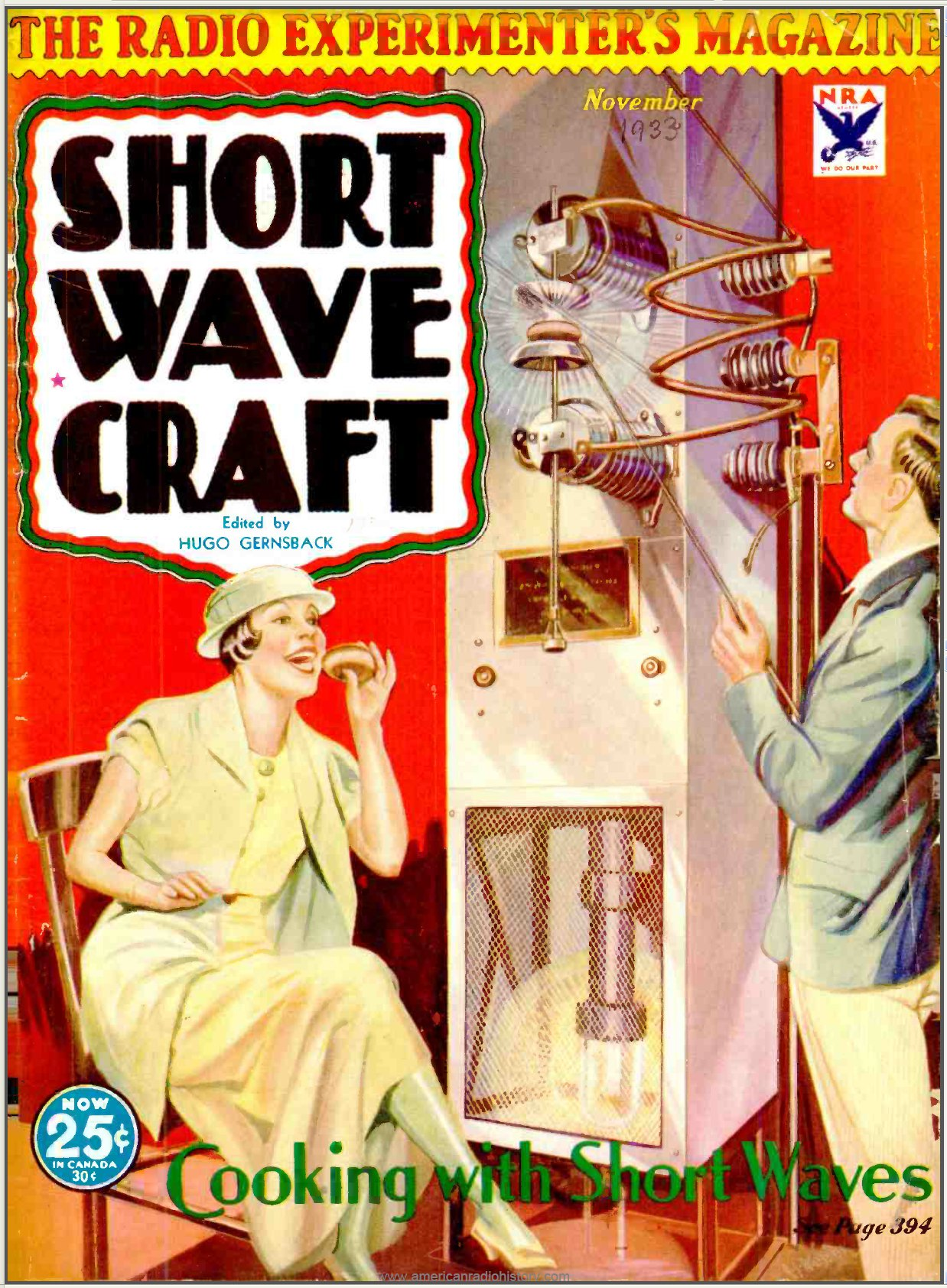
Il·lustració a la portada d'una revista de Gernsback sobre una demostració de cuina amb microones, presentada per l'actriu canadenca Fifi D'Orsay

Gernsback contribuir a la radiodifusió principalment com a editor dels catàlegs dels seus productes. Va començar les publicacions especialitzades per a ràdio primer amb Modern Electrics i Experimenter Elèctric. Més tard, i de manera més influent, publicava Radio News per promoure el seu propis interessos, vendre el màxim possible dels components que distribuïa. L'emissora de ràdio WRNY i la publicació Radio News s'utilitzaven per fer-se promoció creuada.
Com a gran distribuïdor, promovia futures directives en la innovació i regulació de ràdio. La revista contenia molts dibuixos i diagrames, com qualsevol catàleg industrial o majorista, pel públic profà, animant a oients de ràdio dels anys 1920 a experimentar ells mateixos amb la tecnologia, una mica com l'esperit DIY i maker que encara avui existeix. Era sovint utilitzada com a laboratori per veure si les diverses invencions de ràdio eren interessants.
Els articles que es publicaven sobre televisió també es provaven en aquesta manera quan l'emissora de ràdio s'utilitzava per enviar imatges als televisors experimentals a l'agost de 1928. Aquella tecnologia, tanmateix, era relativament primitiva i exigia enviar-ne una imatge després de l'altra, i la imatge i el so per separat. Tals experiments eren cars, i finalment contribuïen a fer que la Gernsback’s Experimenter Publishing Company entrara en fallida el 1929.

## Llista de revistes editades per Gernsback
- Air Wonder Stories
- Amazing Detective Stories
- Amazing Stories
- Aviation Mechanics
- Electrical Experimenter ;— 1913 to 1920; became Science and Invention
- Everyday Mechanics ;— from 1929; changed to Everyday Science and Mechanics as of October 1931 issue
- Everyday Science and Mechanics — see Science and Mechanics
- The Experimenter ;— originally Practical Electrics, the first issue under this title was November 1924; merged into Science and Invention in 1926
- Facts of Life
- Flight
- Fotocraft
- French Humor ;— became Tidbits
- Gadgets
- High Seas Adventures
- Know Yourself
- Life Guide
- Light
- Luz
- Milady
- Modern Electrics ;— 1908 to 1914 (sold in 1913; new owners merged it with Electrician and Mechanic)
- Moneymaking
- Motor Camper & Tourist
- New Ideas for Everybody
- Pirate Stories
- Popular Medicine
- Practical Electrics ;— Dec. 1921 to Oct. 1924 — became The Experimenter
- Radio Amateur News ;— July 1919 to July 1920 — dropped the word "amateur" and became just Radio News
- Radio and Television
- Radio-Craft ;— July 1929 to June 1948 — became Radio-Electronics
- Radio Electronics;— July 1948 to January 2003
- Radio Electronics Weekly Business Letter
- Radio Listeners Guide and Call Book [title varies]
- Radio News;— July 1919 (as Radio Amateur News) to July 1948
- Radio Program Weekly
- Radio Review
- Science and Invention;— formerly Electrical Experimenter; published August 1920 to August 1931
- Science and Mechanics;— originally Everyday Mechanics; changed to Everyday Science and Mechanics in 1931. "Everyday" dropped as March 1937 issue, and published as Science and Mechanics until 1976
- Science Fiction Plus
- Science Wonder Stories
- Scientific Detective Monthly
- Sexologia
- Sexology
- Short-Wave and Television
- Short-Wave Craft;— merged into Radio-Craft
- Short-Wave Listener
- Superworld Comics
- Technocracy Review
- Television
- Television News
- Tidbits, originally French Humor
- Woman's Digest
- Wonder Stories
- Your Body
- Your Dreams

## Patents
Gernsback tenia vuitanta patents abans de la seva mort.